# Relaciones Cuba-Unión Europea
Las Relaciones Cuba-Unión Europea se refiere a las relaciones bilaterales entre Cuba y la Unión Europea. Las relaciones se han deteriorado en los últimos años, debido al pobre historial de derechos humanos de Cuba ya las numerosas acusaciones de la Unión Europea sobre los abusos de los derechos humanos en Cuba.

## Posición común de la UE
Las relaciones de la UE con Cuba se rigen por la Posición Común, Aprobado por el Consejo Europeo de Ministros en 1996, que se actualiza cada seis meses tras las evaluaciones periódicas. Según la posición común "el objetivo de la Unión Europea en sus relaciones con Cuba es fomentar un proceso de transición hacia una democracia pluralista y el respeto de los derechos humanos y las libertades fundamentales, así como la recuperación sostenible y la mejora del nivel de vida de los ciudadanos Pueblo cubano ". Cuba rechaza la Posición Común como una injerencia en sus asuntos internos. Hay una Delegación de la UE en La Habana que trabaja bajo la responsabilidad de la Delegación de la CE en Santo Domingo, República Dominicana.

## Guerras de cóctel
En respuesta al caso Cason de marzo de 2003, cuando el gobierno de Cuba detuvo a decenas de periodistas, bibliotecarios y activistas de derechos humanos, la UE tomó medidas que fueron anunciadas públicamente el 5 de junio de 2003 para limitar visitas gubernamentales de alto nivel. La UE redujo el perfil de la participación de los Estados miembros en eventos culturales e invitó a disidentes cubanos a las celebraciones del Día Nacional. Las autoridades cubanas anunciaron el 26 de julio de 2003 su negativa a toda ayuda directa procedente de la Unión Europea. Este período de fricción diplomática se conoció como las guerras del cóctel.
El 31 de enero de 2005, la UE decidió suspender temporalmente todas las medidas adoptadas el 5 de junio de 2003. El Consejo ha afirmado una vez más que la UE sigue dispuesta a mantener un diálogo constructivo con las autoridades cubanas con el fin de lograr resultados tangibles en los ámbitos político, económico, de los derechos humanos y de la cooperación. Además, decidió que la UE desarrollará relaciones más intensas con la oposición política pacífica y las capas más amplias de la sociedad civil en Cuba, a través de un diálogo mejor y más regular. La suspensión temporal de estas medidas se confirmó en junio de 2005.

## Reciente
El 11 de mayo de 2009, el ministro de Asuntos Exteriores checo Jan Kohout, que representaba a la UE en una reunión con Cuba, había declarado que Cuba no había avanzado en los derechos humanos. El canciller cubano Bruno Rodríguez Parrilla defendió el expediente de La Habana afirmando que la posición de la UE era obsoleta. Aunque la UE levantó las sanciones económicas contra la nación en 2008, revisa la situación anualmente.
Tras la muerte de otro disidente en Cuba en marzo de 2010, el Parlamento Europeo presentó una resolución contra Cuba y pidió la liberación de presos políticos. Mientras tanto, España, que actualmente ocupa la presidencia del Consejo de la UE, ha estado trabajando para normalizar las relaciones, alegando que la posición común no ha producido cambios en Cuba.
El 10 de febrero de 2014, la UE adoptó directrices de negociación para un acuerdo bilateral de diálogo y cooperación entre la UE y Cuba. Las conversaciones comenzaron en abril de 2014 en La Habana. Fueron seguidos durante una segunda ronda en Bruselas en agosto de 2014 y una tercera vuelta en La Habana en marzo de 2015. El 11 de marzo de 2016, el vicepresidente de la República, Mogherini, visitó Cuba para firmar el acuerdo final y marcar "Posición común".

## Comercio
Cuba se beneficia del sistema preferencial de preferencias generalizadas (GPS) para sus exportaciones. Además, a pesar de ser miembro del Grupo de Estados de África, el Caribe y el Pacífico desde el año 2000, Cuba no se beneficia del Protocolo ACP-UE sobre el azúcar sino de una cuota de azúcar otorgada por la UE (unas 59.000 toneladas anuales; El derecho pagado sobre esta cuota es de 98 EUR/t).
La UE es el segundo socio comercial más importante de Cuba (que representa el 20% del total del comercio cubano). La UE es la segunda fuente de importaciones cubanas (20%) y es el tercer destino más importante para las exportaciones cubanas (21%). La UE es el mayor inversor externo de Cuba. Aproximadamente un tercio de todos los turistas que visitan la isla cada año vienen de la UE.